# موريلو (بيمنتة)
موريلو هي كومونا في مقاطعة كونية في منطقة بيمنتة الإيطالية تقع على بعد 35 كيلومتر (22 ميل) جنوب تورينو و 40 كيلومتر (25 ميل) شمال كونية. اعتبارًا من 1-1-2017 كان يبلغ عدد سكانها 961 نسمة ومساحتها 17.33 كيلومتر مربع (6.69 ميل2).
تقع موريلو على حدود البلديات التالية: كافاليرليون وموريتا و Polonghera وراكونيجي وروفيا وفيلانوفا سولارو.